# Festival internazionale del film di Roma 2012

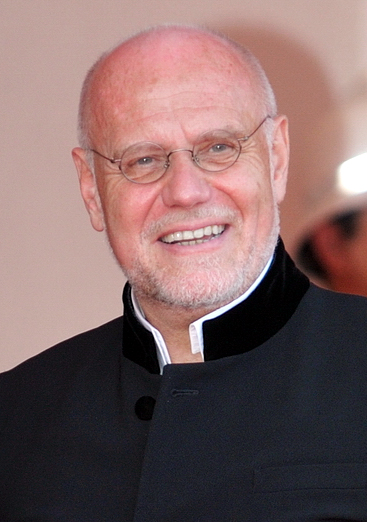
Il direttore artistico Marco Müller

La 7ª edizione del Festival internazionale del film di Roma ha avuto luogo a Roma dal 9 novembre al 17 novembre 2012 presso l'auditorium Parco della Musica.
È stata la prima edizione sotto la direzione artistica di Marco Müller. La rassegna è stata aperta dalla proiezione del film Aspettando il mare (V ožidanii morja) del regista russo Bahtiër Hudojnazarov.
Il manifesto è stato realizzato dall'illustratore romano Antonello Silverini.

## Giurie

### Concorso
- Jeff Nichols (regista, Stati Uniti d'America) - Presidente
- Timur Bekmambetov (regista e produttore, Russia)
- Valentina Cervi (attrice, Italia)
- Chris Fujiwara (critico cinematografico e organizzatore di festival, Stati Uniti d'America)
- Leila Hatami (attrice, Iran)
- P. J. Hogan (regista, Australia)
- Edgardo Cozarinsky (regista e scrittore, Argentina)

### CinemaXXI
- Douglas Gordon (cineasta e artista, Scozia) - Presidente
- Hans Hurch (direttore della Viennale, Austria)
- Ed Lachman (direttore della fotografia, Stati Uniti d'America)
- Andrea Lissoni (storico dell'arte, Italia)
- Emily Jacir (artista, Palestina)

### Prospettive Italia
- Francesco Bruni (regista e esceneggiatore, Italia) - Presidente
- Babak Karimi (attore e montatore, Iran)
- Anna Negri (regista, Italia)
- Stefano Savona (produttore e regista, Italia)
- Zhao Tao (attrice, Cina)

### Premio Opera Prima e Seconda
- Matthew Modine (attore, Stati Uniti d'America) - Presidente
- Laura Amelia Guzmán (regista, sceneggiatrice e direttrice della fotografia, Repubblica Dominicana)
- Stefania Rocca (attrice, Italia)
- Alice Rohrwacher (regista, Italia)
- Tanya Seghatchian (produttrice e critica cinematografica, Gran Bretagna)

## Selezione ufficiale

### Concorso
- Back to 1942 (1942) di Feng Xiaogang (Cina)
- A Glimpse Inside the Mind of Charles Swan III di Roman Coppola (Stati Uniti d'America)
- Il canone del male (Aku no kyōten) di Takashi Miike (Giappone)
- Alì ha gli occhi azzurri di Claudio Giovannesi (Italia)
- E la chiamano estate di Paolo Franchi (Italia)
- Ixjana di Jozef Skolimowski e Michal Skolimowski (Polonia)
- Mai morire di Enrique Rivero (Messico)
- Main dans la main di Valérie Donzelli (Francia)
- Marfa Girl di Larry Clark (Stati Uniti d'America)
- The Motel Life di Gabriel Polsky e Alan Polsky (Stati Uniti d'America)
- Nebesnye ženy lugovykh mari di Aleksej Fedorčenko (Russia)
- Un enfant de toi di Jacques Doillon (Francia)
- Večnoe Vozvraščenie di Kira Muratova (Ucraina)
- Il volto di un'altra di Pappi Corsicato (Italia)

### Fuori concorso
- La bande des Jotas di Marjane Satrapi (Francia)
- Jimmy Bobo - Bullet to the Head (Bullet to the Head) di Walter Hill (Stati Uniti d'America)
- Il cecchino (Le guetteur) di Michele Placido (Francia, Italia, Belgio)
- Mental di P.J. Hogan (Australia)
- Tutti pazzi per Rose (Populaire) di Regis Roinsard (Francia, Belgio)
- Le 5 leggende (Rise of the Guardians) di Peter Ramsey (Stati Uniti d'America)
- The Twilight Saga: Breaking Dawn - Parte 2 (Twilight Saga: Breaking Dawn Part 2) di Bill Condon (Stati Uniti d'America)
- Una pistola en cada mano di Cesc Gay (Spagna) - film di chiusura
- Aspettando il mare (V ožidanii morja) di Bahtiër Hudojnazarov (Belgio, Francia, Germania, Kazakistan, Russia) - film di apertura
- Tom le cancre di Manuel Pradal (Francia)
- Black Star - Nati sotto una stella nera di Francesco Castellani (Italia)

### CinemaXXI
Le proiezioni si sono tenute presso il MAXXI - Museo nazionale delle arti del XXI secolo

#### Lungometraggi in concorso
- A Walk in the Park di Amos Poe (Stati Uniti d'America)
- Avanti popolo di Michael Wahrmann (Brasile)
- Bloody Daughter di Stéphanie Argerich (Francia/Svizzera)
- Gegenwart di Thomas Heise (Germania)
- Goltzius and the Pelican Company di Peter Greenaway (Paesi Bassi)
- Jianshi liu baiyuan di Xu Haofeng (Cina)
- Jungle Love di Sherad Anthony Sanchez (Filippine)
- Nichnast pa'am lagan di Avi Mograbi (Francia/Israele/Svizzera)
- El ojo del tiburon di Alejo Hoijman (Argentina/Spagna)
- Panihida di Ana-Felicia Scutelnicu (Germania/Moldavia)
- Photo di Carlos Saboga (Portogallo/Francia)
- Picas di Laila Pakalnina (Lettonia)
- Suspension of Disbelief di Mike Figgis (Gran Bretagna)
- Tanec Deli di Ivan Vyrypaev (Russia)
- Tar di Edna Biesold, Sarah-Violet Bliss, Bruce Thierry Cheung, Gabrielle Demeestere, Alexis Gambis, Shruti Ganguly, Brooke Goldfinch, Omar Zuniga Hidalgo, Shripriya Mahesh, Pamela Romanowsky, Tine Thomasen, Virginia Urreiztieta; supervisione di James Franco (Stati Uniti d'America)
- Tasher Desh di Q (India)
- Tutto parla di te di Alina Marazzi (Italia, Svizzera)

#### Mediometraggi e cortometraggi in concorso
- Da Vinci di Yuri Ancarani (Italia)
- Dossier Scolaire di Noëlle Pujol e Andreas Bolm (Francia/Germania)
- Dream di James Franco (Gran Bretagna)
- El ruido de las estrellas me aturde di Eduardo Williams (Argentina)
- Eternità di Provmyza (Russia)
- GHL di Lotte Schreiber (Austria)
- Ishi to uta to peta di Takuya Dairiki e Takashi Miura (Francia/Giappone)
- La madre, il figlio e l'architetto di Petra Noordkamp (Paesi Bassi)
- Mitote di Eugenio Polgovsky (Messico)
- Montaña di Lois Patiño (Spagna)
- The Moon Has Its Reasons di Lewis Klahr (Gran Bretagna)
- The Museum of Imagination di Amit Dutta (India)
- Não estamos sonhando di Luiz Pretti (Brasile)
- Narmada di Manon Ott e Grégory Cohen (Francia)
- Nature of Aberration di Krissakorn Thinthupthai (Thailandia)
- The Ogre's Feathers di Michael Almereyda (Stati Uniti d'America)
- Quatro horas descalço di Ico Costa (Francia/Portogallo)
- Rhinoceros di Kevin Jerome Everson (Stati Uniti d'America)
- Some Part pf Us Will Have Become di Semiconductor (Gran Bretagna)
- Talalog di Gym Lumbera (Filippine)
- I topi lasciano la nave di Zapruder (Italia)
- Il viaggio della signorina Vila di Elisabetta Sgarbi (Italia)
- Waterscope Transitions di Carsten Aschmann (Germania)

#### Lungometraggi fuori concorso
- O batuque dos astros di Júlio Bressane (Brasile)
- Centro histórico (Portogallo)
  - O tasqueiro di Aki Kaurismäki,
  - Lamento da vida jovem di Pedro Costa,
  - Vidros partidos di Víctor Erice,
  - O conquistador, conquistado Manoel de Oliveira.
- O fantasma do novais di Margarida Gil (Portogallo)
- Mundo invisível di Atom Egoyan, Beto Brant, Cisco Vasques, Gian Vittorio Baldi, Guy Maddin, Jerzy Stuhr, Laís Bodanzky, Manoel De Oliveira, Marco Bechis, Maria de Medeiros, Theo Angelopoulos, Wim Wenders (Brasile)

#### Mediometraggi e cortometraggi fuori concorso
- Steekspel di Paul Verhoeven (Paesi Bassi)
- All Sides of the Road 3D di OpenEndedGroup (Stati Uniti d'America)
- Guimarães transversal (Portogallo)
  - Der Schlingel di Paulo Abreu
  - Birds di Gabriel Abrantes
  - Mesa Ferida di Marcos Barbosa
- Histórias de Guimarães (Portogallo)
  - O dom das lágrimas di João Nicolau
  - Vamos tocar todos juntos para ouvirmos melhor di Tiago Pereira
  - O Bravo som dos tambores di João Botelho
- Plant 3D di OpenEndedGroup (Stati Uniti d'America)
- Pletora. Il dono 3D di Zapruder (Italia)
- Tanti futuri possibili, con Renato Nicolini di Gianfranco Rosi (Italia)
- Waves 3D di OpenEndedGroup (Stati Uniti d'America)

### Prospettive Italia

#### Lungometraggi in concorso
- Acqua fuori dal ring di Joel Stangle (Italia)
- Cosimo e Nicole di Francesco Amato (Italia)
- L'isola dell'angelo caduto di Carlo Lucarelli (Italia)
- Italian Movies di Matteo Pellegrini (Italia)
- La scoperta dell'alba di Susanna Nicchiarelli (Italia)
- Razzabastarda di Alessandro Gassmann (Italia)
- Waves di Corrado Sassi (Italia)

#### Documentari in concorso
- Dell'arte della guerra di Luca Bellino e Silvia Luzi (Italia)
- Il leone di Orvieto di Aureliano Amadei (Italia)
- Milleunanotte di Marco Santarelli (Italia)
- Pezzi di Luca Ferrari (Italia)
- Pinuccio Lovero - Yes I Can di Pippo Mezzapesa (Italia)
- S.B. - Io lo conoscevo bene di Giacomo Durzi e Giovanni Fasanella (Italia)

#### Cortometraggi in concorso
- Il cinema lo faccio io di Alessandro Valori (Italia)
- Ciro di Sergio Panariello (Italia)
- Il gatto del Maine di Antonello Schioppa (Italia)
- La prima legge di Newton di Piero Messina (Italia)
- Il turno di notte lo fanno le stelle di Edoardo Ponti (Italia)
- Les yeux du renard di Chiara Malta e Sebastien Laudenbach (Italia)

#### Documentari fuori concorso
- Carlo! di Gianfranco Giagni e Fabio Ferzetti (Italia)
- Giuliano Montaldo - Quattro volte vent'anni di Marco Spagnoli (Italia)
- Giuseppe Tornatore - Ogni film un'opera prima di Luciano Barcaroli e Gerardo Panichi (Italia)
- L'insolito ignoto - Vita acrobatica di Tiberio Murgia di Sergio Naitza (Italia)
- Interdizione perpetua di Gaetano Di Vaio (Italia)
- L'uomo con il megafono di Michelangelo Severgnini (Italia)

#### Mediometraggi fuori concorso
- Il fiume, a ritroso di Mauro Santini (Italia)

#### Cortometraggi fuori concorso
- Beato chi riceve la grazia di Margherita Giusti (Italia)
- Esca viva di Susanna Nicchiarelli (Italia)
- Himorogi di Marina Pierro e Alessio Pierro (Italia)
- Frammenti di Franco Piavoli (Italia)

### Eventi
- Ebrei a Roma di Gianfranco Pannone (Italia)
- Il gioco degli specchi di Carlo Di Carlo (Italia)
- Jet set - Quando l'aeroporto sembrava via Veneto di Antonello Sarno (Italia)
- Enzo Mirigliani - Storia di un ragazzo calabrese di Simone Di Maria (Italia)

#### Modi del film breve
- La nuvola - Work in Progress di Elisa Fuksas (Italia)
- Charlot! di Claudia Brugnaletti (Italia)
- La legge di Jennifer di Alessandro Capitani (Italia)
- Osa di Stefania Rocca (Italia)
- La stagione dell'amore di Antonio Silvestre (Italia)
- Colline come elefanti bianchi di Melissa Gava (Italia)
- Giulia ha picchiato Filippo di Francesca Archibugi (Italia)

### Cinema espanso (1962-1985)
La retrospettiva Cinema espanso, organizzata in collaborazione con Centro Sperimentale di Cinematografia - Cineteca Nazionale e curata da Enrico Magrelli, Domenico Monetti, Luca Pallanch, in collaborazione con Annamaria Licciardello, analizza e approfondisce i legami tra cinema e arte negli anni sessanta e settanta.
- ...e di Shaúl e dei sicari sulle vie da Damasco e... di Gianni Toti (Italia, 1973)
- Identikit di Giuseppe Patroni Griffi (Italia, 1974)
- Molto di più di Mario Lenzi (Italia, 1980)
- Chiedo asilo di Marco Ferreri (Italia, Francia, 1979)
- L'invasione (L'invasion) di Yves Allégret (Italia, Francia, 1970)
- Il leone a sette teste (Der Leone Have Sept Cabeças) di Glauber Rocha (Italia, Francia, 1970)
- Proibito di Mario Monicelli (Italia, Francia, 1954)
- Danza macabra di Gustavo Dahl (Italia, 1962)
- La parte bassa di Claudio Caligari e Franco Barbero (Italia, 1978)
- Monologo di Eduardo De Filippo (Italia, 1948-1950)

#### Montaggi d'autore
- Tempo libero e Tempo lavorativo di Tinto Brass (1964)
- Homo sapiens di Gioia Fiorella Mariani (Italia, 1971-1974)

#### Flashback
- Gioco di Giosetta Fioroni (Italia, 1967)
- Solitudine femminile di Giosetta Fioroni (Italia, 1967)
- Screck! di Franco Brocani, Luca Patella, Claudio Capotondi (Italia, 1966)
- 'Flashback di Franco Brocani (Italia)
- Se l'incoscio si ribella di Alfredo Leonardi (Italia, 1967)
- Errore di gruppo n. 1 di Patrizia Vicinelli, Mario Gianni, Elio Rumma (Italia, 1972)

#### Performance
- Libri di santi di Roma eterna di Alfredo Leonardi (Italia, 1968)
- Vampiro romano di Alfredo Leonardi (Italia, 1970)
- Esperienze in uno spazio non teatrale di Marcello Grottesi, Paolo Matteucci (Italia, 1968)
- La maschera e l'attore di Marcello Grottesi (Italia, 1973)
- Perfomance di Mario Carbone (Italia, 1977)
- The box of life, regia di Gianluigi Poli, un'azione di Federica Marangoni (Italia, 1979)

#### Ritratti d'artista
- Novorealismo di Enzo Nasso (Italia, 1962)
- La fiaba di Tancredi di Velia Vergani (Italia, 1966)
- Goffredo di Giosetta Fioroni (Italia, 1967-1969)
- Niente da vedere niente da nascondere di Emidio Greco (Italia, 1978)
- Scomunicazione (Mimmo Rotella) di Pierluigi e Fiorella Albertoni (Italia, 1979)

#### Poesia visiva
- Collage di Sarenco (Italia, 1984)

#### Dedali animati
- Homo homini lupus di Pino Zac (Italia, 1967)
- Homo telesapiens di Pino Zac (Italia, 1968)
- Il dito dell'autorità di Pino Zac (Italia, 1969)
- Radice quadrata di Pino Zac (Italia, 1969)
- La spaccata di Manfredo Manfredi e Guido Gomas (Italia, 1967)
- K.O. di Manfredo Manfredi (Italia, 1969)
- La maschera della morte rossa di Manfredo Manfredi (Italia, 1971)
- Dedalo di Manfredo Manfredi (Italia, 1975)
- Il segreto di via Saterna di Renato Mazzoli (Italia, 1970)

#### Passato/presente
- Anarchitaly di M. Deborah Farina (Italia, 2012)

## Alice nella città

### Concorso
- Kid di Fien Troch (Belgio)
- Babygirl di Macdara Vallely (Stati Uniti d'America/Irlanda)
- La pasiòn de Michelangelo di Esteban Larraín (Cile)
- Igual si llueve di Fernando A. Gatti (Argentina)
- Strings di Rob Savage (Regno Unito)
- You and Me Forever di Kaspar Munk (Danimarca)
- Innocents di Chen-hsi Wong (Singapore)
- Meu pé de laranja lima di Marcos Bernstein (Brasile)
- Jeunesse di Justine Malle (Francia)
- Pulce non c'è di Giuseppe Bonito (Italia)
- Animals di Marçal Forés (Spagna)
- Comme un lion di Samuel Collardey (Francia)
- Le sac de farine di Kadija Leclere (Belgio/Marocco/Francia)
- Blackbird di Jason Buxton (Canada)

### Fuori concorso
- Ralph Spaccatutto (Wreck-It Ralph) di Rich Moore (Stati Uniti d'America)
- Du vent dans mes mollets di Carine Tardieu (Francia)

### Programma speciale - Immagini e parole
- Le Petit Prince - La planète su serpent di Pierre-Alain Chartier (Francia)
- Kirikou et les hommes et les femmes di Michel Ocelot (Francia)

### Omaggio a Tomi Ungerer
- Jean de la lune di Stephan Schesch (Germania/Francia/Irlanda)
- Tiffany e i tre briganti (Die Drei Räuber) di Hayo Freitag (Germania, 2007)
- Far Out Isn't Far Enough: The Tomi Ungerer Story di Brad Bernstein (Stati Uniti d'America)

### Eventi speciali
- Freaks! – webserie, 5 puntate (Italia)
- Beautiful Creatures - La sedicesima luna (Beautiful Creatures) di Richard LaGravenese (Stati Uniti d'America)
- La nave dolce di Daniele Vicari (Italia, Albania)
- Altra musica di Claudio Noce (Italia)

## Premi
Il 17 novembre sono stati consegnati i Premi assegnati dalle giurie ufficiali:

### Concorso
- Marc'Aurelio d'Oro per il miglior film: Marfa Girl di Larry Clark
- Premio per la migliore regia: Paolo Franchi per E la chiamano estate
- Premio Speciale della Giuria: Alì ha gli occhi azzurri di Claudio Giovannesi
- Premio per la migliore interpretazione maschile: Jérémie Elkaïm per Main dans la main
- Premio per la migliore interpretazione femminile: Isabella Ferrari per E la chiamano estate
- Premio a un giovane attore o attrice emergente: Marilyne Fontaine per Un enfant de toi
- Premio per il migliore contributo tecnico: Arnau Valls Colomer per la fotografia di Mai morire
- Premio per la migliore sceneggiatura: Noah Harpster e Micah Fitzerman-Blue per The Motel Life
- Premio del Pubblico: The Motel Life di Gabriel Polsky e Alan Polsky

### CinemaXXI
- Premio CinemaXXI (riservato ai lungometraggi): Avanti popolo di Michael Wahrmann
- Premio Speciale della Giuria - CinemaXXI (riservato ai lungometraggi): Picas di Laila Pakalnina
- Premio CinemaXXI Cortometraggi e Mediometraggi: Panihida di Ana-Felicia Scutelnicu

### Prospettive Italia
- Premio Prospettive per il Miglior Lungometraggio: Cosimo e Nicole di Francesco Amato
- Premio Prospettive per il Migliore Documentario: Pezzi di Luca Ferrari
- Premio Prospettive per il Migliore Cortometraggio: Il gatto del Maine di Antonello Schioppa

### Migliore opera prima e seconda
- Premio alla migliore opera prima e seconda: Alì ha gli occhi azzurri di Claudio Giovannesi
- Menzione speciale: Razzabastarda di Alessandro Gassman

### Maverick Director Award
Consegnato il 14 novembre a Walter Hill

### Premi collaterali
Il 17 novembre sono stati consegnati anche i premi collaterali:
- Premio Lancia 2012 - Eleganza in movimento: Claudia Pandolfi
- Premio Enel Cuore al Cinema Sociale: El ojo del tiburón di Alejo Hoijman
- Premio L.A.R.A. (Libera associazione rappresentanza di artisti) al miglior interprete italiano: Paolo Sassanelli per Cosimo e Nicole
- Premio A.I.C. Award for the Best Cinematography: Lu Yue per Back to 1942
- Premio A.M.C. miglior montaggio: Hughes Winborne e Fabienne Rawley per The Motel Life
- Premio A.M.C. alla carriera a Nino Baragli
- Premio Farfalla d'oro Agis Scuola: Back to 1942 di Feng Xiaogang
- Premio Tao Due la Camera d'oro 2012 per il miglior regista emergente: Alina Marazzi per Tutto parla di te
- Premio Tao Due la Camera d'oro 2012 per il miglior produttore: Gianfilippo Pedote per Tutto parla di te

### Alice nella città
Il 17 novembre sono stati consegnati anche i premi del Concorso Alice nella città:
- Premio Miglior film del Concorso Young Adult a Meu pé de laranja lima di Marcos Bernstein
- Premio Speciale della Giuria a Pulce non c'è di Giuseppe Bonito

## Pubblicazioni
- 7º Festival internazionale del Film di Roma (PDF), Roma, Festival internazionale del Film di Roma, novembre 2012.